# Ficarazzi
Ficarazzi (sicilià Ficarazzi) és un municipi italià, dins de la ciutat metropolitana de Palerm. L'any 2007 tenia 10.938 habitants. Limita amb els municipis de Bagheria, Misilmeri, Palerm i Villabate.

## Administració
| Període | Identitat           | Partit      |
| ------- | ------------------- | ----------- |
| 2007-   | Giuseppe Cannizzaro | Centredreta |